# Vacusus desertorum
Vacusus desertorum là một loài bọ cánh cứng trong họ Anthicidae. Loài này được Casey miêu tả khoa học năm 1895.